# Seward megye (Nebraska)
Seward megye az Amerikai Egyesült Államokban, azon belül Nebraska államban található. Megyeszékhelye és legnagyobb városa Seward. Lakosainak száma 17 609 fő (2020. április 1.). Seward megye Butler, Lancaster, Saline, Polk, York és Fillmore megyékkel határos.

## Népesség
A megye népességének változása:
| Lakosok száma | 16 790 | 16 739 | 16 965 | 17 089 | 17 110 | 17 609 |
|               | 2010   | 2011   | 2012   | 2013   | 2015   | 2020   |